# Pontlevoy
Pontlevoy és un municipi francès, situat al departament del Loir i Cher i a la regió de Centre – Vall del Loira. L'any 2007 tenia 1.552 habitants.

## Demografia

### Població
El 2007 la població de fet de Pontlevoy era de 1.552 persones. Hi havia 661 famílies, de les quals 195 eren unipersonals (92 homes vivint sols i 103 dones vivint soles), 235 parelles sense fills, 199 parelles amb fills i 32 famílies monoparentals amb fills.
La població ha evolucionat segons el següent gràfic:
Habitants censats

### Habitatges
El 2007 hi havia 836 habitatges, 664 eren l'habitatge principal de la família, 99 eren segones residències i 73 estaven desocupats. 765 eren cases i 67 eren apartaments. Dels 664 habitatges principals, 498 estaven ocupats pels seus propietaris, 150 estaven llogats i ocupats pels llogaters i 16 estaven cedits a títol gratuït; 11 tenien una cambra, 43 en tenien dues, 129 en tenien tres, 185 en tenien quatre i 296 en tenien cinc o més. 479 habitatges disposaven pel capbaix d'una plaça de pàrquing. A 296 habitatges hi havia un automòbil i a 278 n'hi havia dos o més.

### Piràmide de població
La piràmide de població per edats i sexe el 2009 era:
| Homes | Edats   | Dones |
| ----- | ------- | ----- |
| 0     | 95 o +  | 0     |
| 0     | 90 a 94 | 8     |
| 12    | 85 a 89 | 20    |
| 4     | 80 a 84 | 8     |
| 24    | 75 a 79 | 28    |
| 40    | 70 a 74 | 48    |
| 56    | 65 a 69 | 64    |
| 60    | 60 a 64 | 52    |
| 12    | 55 a 59 | 36    |
| 48    | 50 a 54 | 48    |
| 60    | 45 a 49 | 44    |
| 44    | 40 a 44 | 60    |
| 84    | 35 a 39 | 60    |
| 40    | 30 a 34 | 48    |
| 60    | 25 a 29 | 24    |
| 20    | 20 a 24 | 40    |
| 36    | 15 a 19 | 52    |
| 40    | 10 a 14 | 68    |
| 48    | 5 a 9   | 28    |
| 32    | 0 a 4   | 32    |

## Economia
El 2007 la població en edat de treballar era de 945 persones, 713 eren actives i 232 eren inactives. De les 713 persones actives 662 estaven ocupades (350 homes i 312 dones) i 51 estaven aturades (22 homes i 29 dones). De les 232 persones inactives 85 estaven jubilades, 90 estaven estudiant i 57 estaven classificades com a «altres inactius».

### Ingressos
El 2009 a Pontlevoy hi havia 657 unitats fiscals que integraven 1.527 persones, la mediana anual d'ingressos fiscals per persona era de 18.051 €.

### Activitats econòmiques
Dels 78 establiments que hi havia el 2007, 1 era d'una empresa extractiva, 3 d'empreses alimentàries, 1 d'una empresa de fabricació d'altres productes industrials, 13 d'empreses de construcció, 16 d'empreses de comerç i reparació d'automòbils, 2 d'empreses de transport, 10 d'empreses d'hostatgeria i restauració, 2 d'empreses financeres, 2 d'empreses immobiliàries, 10 d'empreses de serveis, 9 d'entitats de l'administració pública i 9 d'empreses classificades com a «altres activitats de serveis».
Dels 19 establiments de servei als particulars que hi havia el 2009, 1 era una oficina de correu, 1 una oficina bancària, 1 funerària, 2 tallers de reparació d'automòbils i de material agrícola, 5 paletes, 2 guixaires pintors, 1 fusteria, 1 lampisteria, 3 electricistes, 1 perruqueria i 1 restaurant.
Dels 4 establiments comercials que hi havia el 2009, 1 era una gran superfície de material de bricolatge, 1 una botiga de més de 120 m² i 2 fleques.
L'any 2000 a Pontlevoy hi havia 42 explotacions agrícoles que ocupaven un total de 3.468 hectàrees.

## Equipaments sanitaris i escolars
El 2009 hi havia 1 farmàcia i 1 ambulància.
El 2009 hi havia 2 escoles elementals.

## Poblacions més properes
El següent diagrama mostra les poblacions més properes.